# CLAMP

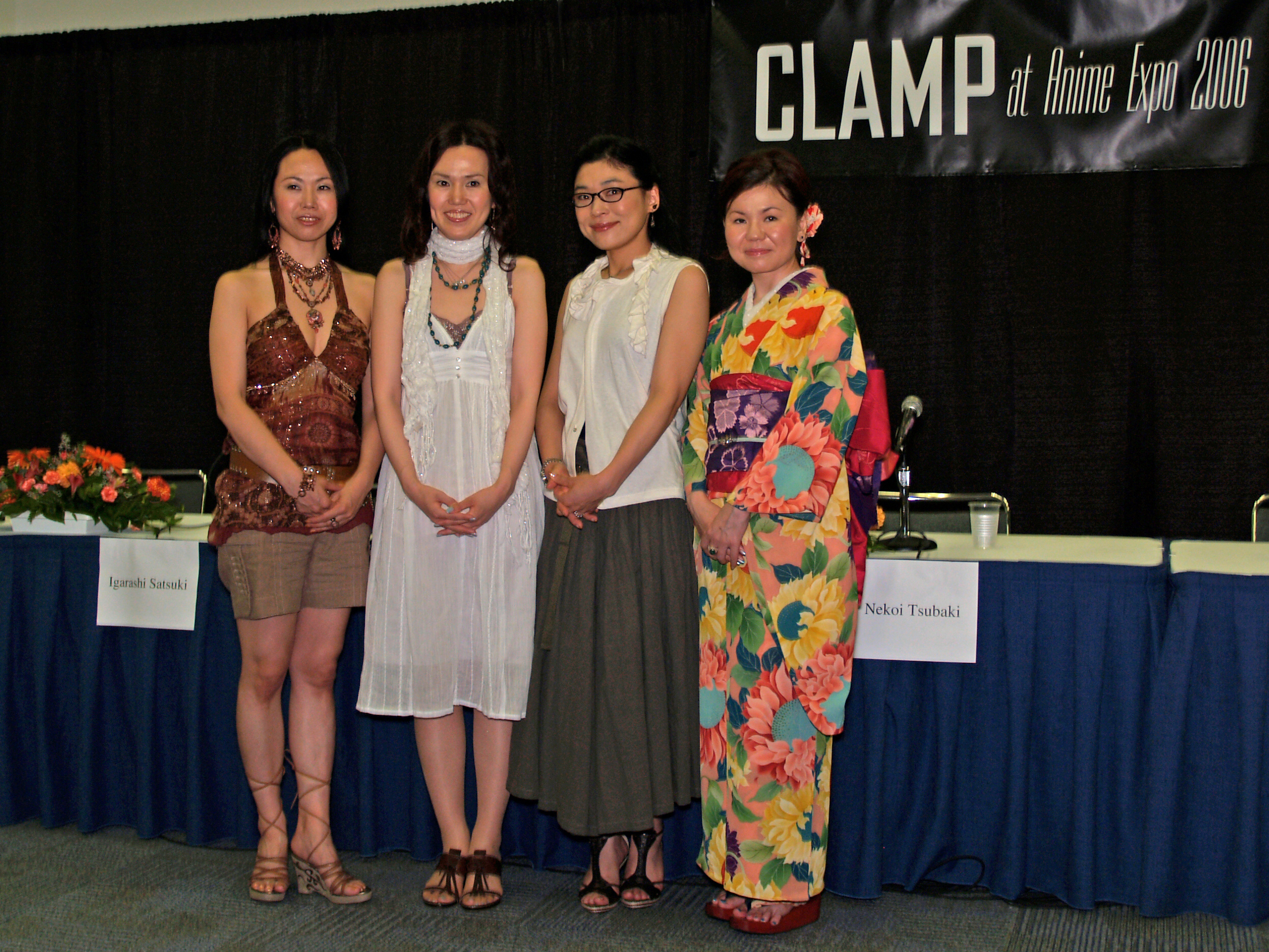
CLAMP na výstavě Anime Expo 2006 - (zleva doprava) Satsuki Igarashi, Ageha Ohkawa, Tsubaki Nekoi, Mokona

CLAMP (クランプ Kuranpu) je japonská ženská kreativní skupina, soustřeďující se hlavně na tvorbu mangy. Jejich manga byla po vypuštění na trh častokrát přetvořena v anime. CLAMP prodal po celém světě více než 90 milionů tankóbonů (dílů jednotlivých sérií mangy).
CLAMP byl založen v roce 1989 jako dvanáctičlenný kruh doudžinši (autoři mangy). Tehdejšími členy byly: Ageha Ohkawa, Tsubaki Nekoi, Mokona, Satsuki Igarashi, Tamayo Akiyama, Soushi Hisagi, O-Kyon, Kazue Nakamori, Inoue Yuzuru, Sei Nanao, Shinya Ohmi a Leeza Sei. V roce 1990 se kruh zredukoval z dvanácti na sedm členů a později až na čtyři (když během prací na RG Veda odešly Tamayo Akiyama, Sei Nanao a Leeza Sei).
Současnými členkami jsou Ageha Ohkawa, Tsubaki Nekoi, Mokona a Satsuki Igarashi.
Název skupiny má pravděpodobně původ v anglickém slově „clump“, což znamená hromada brambor.

## Současné členky CLAMPu

### Ageha Ohkawa (dříve Nanase Ohkawa)
- Narozena: 2. května 1967 v Osace
- Krevní skupina: A

Ohkawa je coby spisovatelka vůdcem celého týmu. Její prací je také vyjednávání s jejich vydavateli a někdy se dostává i do role scenáristky a sice tehdy, jsou-li jejich mangy převáděny na filmové plátno.

### Mokona (dříve Mokona Apapa)
- Narozena: 16. června 1968 v Kjótu
- Krevní skupina: A

Mokona je hlavním návrhářem většiny příběhů stejně tak jako výtvarnicí některých z nich. Její díla jsou obchodní značkou celého studia.

### Tsubaki Nekoi (dříve Mick Nekoi)
- Narozena: 21. ledna 1969 v Kjótu
- Krevní skupina: O

Nekoi je povětšinou Mokoninou asistentkou, ale stojí také za některými z děl (Watashi no Suki na Hito, Wish, Suki: Dakara Suki, Góhó Drug). Její hlavní prací je superdeformace hlavních postav a maskotů a společně s Mokonou i vytváření jejich normálních protějšků.

### Satsuki Igarashi (dříve Satsuki Igarashi)
- Narozena: 8. února 1969 v Kjótu
- Krevní skupina: A

Satsuki je asistentkou Mokony a Nekoi v jejich práci a také dohlíží na design tankóbun. Mimo to píše každý měsíc do časopisu Newtype (magazín specializující se na události anime a mangy).
V roce 2004 si členky k 15.výročí CLAMPu změnily jména (proto jsou uváděna jména dřívější). Srpnové číslo Newtype USA napsalo, že členky CLAMPu si prostě chtěli vyzkoušet nová jména. Pozdější interview s Ohkawou prozradilo, že iniciátorka Mokona chtěla vypustit své příjmení, protože znělo příliš nedospěle. Nekoi se pro změnu nelíbilo, když jí lidé říkali, že má stejné jméno jako Mick Jagger, Ohkawa a Igarashi se už jen připojily.

## Díla CLAMPu

### Nedokončená díla
Následující mangy buď jsou stále vydávané nebo se z nějakého důvodu pozastavilo jejich vydávaní.
- 1992 - X manga
- 1997 - Clover
- 2000 - Legal Drug
- 2010 - Gate 7

### Dokončená díla
- 1989 – 1996 - RG Veda
- 1990 – 1991 - 20 Mensou ni Onegai
- 1990 – 1993 - Tokyo Babylon
- 1992 – 1993 - Clamp gakuen tanteidan
- 1992 – 1993 - Duklyon: CLAMP School Defenders
- 1992 - Shirahime-Syo: Snow Goddess Tales
- Magic Knight Rayearth (1993–1995)
- Fušigi no kuni no Mijuki-čan (1993–1995)
- 1995 - Watashi no Suki-na Hito
- 1995 – 1996 - Magic Knight Rayearth 2
- Šin šunkaden (1996)
- 1996 – 1998 - Wish
- Cardcaptor Sakura (1996–2000)
- 1999 – 2000 - Suki: Dakara Suki
- Angelic Layer (1999–2001)
- Chobits (2001–2002)
- Cubasa: Reservoir Chronicle (2003–2009)
- 2003 – 2011 - ×××HOLiC
- 2005 – 2011 - Kobato.

CLAMP vydalo též ke svému 15.výročí dvanácti sborníků CLAMP no Kiseki, které obsahovaly rozhovory s autory, nové manga povídky atd.

### Krátká díla
- 1989 - Tenshi no Bodyguard
- 1990 - Shiawase ni Naritai
- 1990 - Tenku Senki Shurato Original Memory: Dreamer
- 1990 - Koi wa Tenka no Mawarimono
- Hidari te'(1994)
- Sórjúden: Legend of the Dragon Kings (1994)
- 1996 - Yumegari
- 2002 - Ano hi wo shiru mono wa saiwai de Aru
- 2002 - Murikuri

### Spolupráce
- 1993 - Koi
- 1993 - Rex Kyouryuu Monogatari
- 2004 - Sweet Valerian
- 2006 - Code Geass: Lelouch of the Rebellion
- 2006 - Night Head Genesis
- 2008 - Mouryou no Hako
- ??? - Sohryuden: Legend of the Dragon Kings (kniha)
- ??? - Oshiroi Chouchou
- ??? - CLAMP School Paranormal Investigators